# 三橋成方
三橋 成方（みつはし なりみち、寛延4年（1751年） - 天保9年（1838年））は、江戸時代後期の旗本。通称は藤右衛門。官位は従五位下飛騨守。采地は四百石。

## 来歴
萩原藤七郎友明の三男として生まれ、三橋成烈の婿養子となる。寛政3年（1791年）10月17日大番となり、同年12月29日に家督相続。寛政4年代官となり、寛政6年職を辞して、寛政7年12月小普請組頭となる。寛政8年（1796年）3月8日勘定吟味役に昇進し、同12月19日に布衣を着ることを許された。
寛政10年（1798年）幕府はロシアの南下を受けて180名からなる蝦夷地巡察隊を組織し、成方は責任者として目付渡辺胤（つづく）、使番・大河内政壽（まさこと）とともに蝦夷地へ派遣された（続徳川実紀第一編、寛政十年四月朔日の条）。大河内の配下には近藤重蔵・最上徳内らがおり、東蝦夷地を探検して国後島、択捉島に渡った。三橋隊は26名で編成され、西蝦夷地の巡見を任された。宗谷を訪れた際、旅の便宜を図った礼として宗谷・天塩のアイヌ170人強を招いたが、武藤勘蔵『蝦夷日記』によれば、アイヌたちは三橋を「カムイトノ」とあがめ、その繁栄を祈り、歌い踊ったという。帰りは天塩川を遡って石狩川上流を経て内陸部を視察し、11月半ばに江戸に戻った。翌寛政11年1月蝦夷地取締御用掛を命じられ、同12年4月から9月まで箱館へ赴き指揮を執った。
その後、文化8年（1811年）に京都西町奉行に転任し、文化12年（1815年）まで務めた。

## 家族
妻は三橋成烈の娘。後妻は田辺清右衛門庸広の娘。長男は、三橋斧五郎。次男は嫡子で、三橋成文（通称・健次郎、母は庸広の娘）。成文の嫡孫に三橋成潔（通称・彦五郎）らがいる。

## 登場作品
- 司馬遼太郎『菜の花の沖』